# Strmec, Vrba na Koroškem
Strmec (nemško Sternberg) je naselje v Občini Vrba na Koroškem v Okraju Beljak-dežela na Koroškem v Avstriji.